# Attentato a Theodore Roosevelt
L'attentato a Theodore Roosevelt è stato un tentativo di omicidio contro l'ex presidente degli Stati Uniti Theodore Roosevelt avvenuto il 14 ottobre 1912, mentre teneva un comizio elettorale a Milwaukee, in Wisconsin.

## Storia
L'attentatore, l'ex gestore di saloon John Schrank (1876-1943), tentò di assassinare l'allora candidato presidenziale durante il suo discorso elettorale. Il proiettile esploso da Schrank si conficcò nel petto di Roosevelt dopo aver penetrato la sua custodia degli occhiali in acciaio e dopo aver attraversato una copia di 50 pagine del suo discorso intitolato "Progressive Cause Greater Than Any Individual", che portava nella tasca della giacca. Schrank fu immediatamente disarmato e arrestato. Roosevelt assicurò alla folla che stava bene, poi ordinò alla polizia di prendere in custodia Schrank e di assicurarsi che non gli venisse fatta alcuna ritorsione o violenza. Roosevelt, poiché non stava perdendo sangue, si sincerò del fatto che il proiettile non avesse raggiunto il suo polmone e rifiutò di andare immediatamente in ospedale. Finì invece, il suo discorso elettorale.
Trascorse due settimane in convalescenza a riprendersi prima di tornare in campagna elettorale. Dopo essere stato sottoposto ad alcuni esami strumentali clinici e a una radiografia, essi mostrarono che il proiettile, che si era conficcato nel muscolo toracico di Roosevelt, non aveva penetrato la pleura. Poiché i dottori conclusero che sarebbe stato meno pericoloso lasciarlo lì, che tentare di rimuoverlo, Roosevelt portò il proiettile conficcato nel petto per tutta la sua vita. In seguito scrisse a un amico che gli chiedeva del proiettile dentro il suo petto: "Non mi dà più fastidio di quanto non ne avrei se fosse nella tasca del mio panciotto".
John Schrank inizialmente si dichiarò colpevole dell'accusa di tentato omicidio, ma il giudice del processo non convinto della sanità mentale di Schrank, rifiutò la sua dichiarazione e il caso fu portato a processo. Schrank fu dichiarato non colpevole per infermità mentale dalla giuria e fu internato in un istituto psichiatrico.